# Jasney
Jasney è un comune francese di 247 abitanti situato nel dipartimento dell'Alta Saona, nella regione della Borgogna-Franca Contea.

## Società

### Evoluzione demografica
Abitanti censiti